# 詛咒娃娃
詛咒娃娃又稱鬼娃，是一個都市传说的題材，內容是關於平常隨處可見的玩偶忽然會有自己的意識開始自由行動的故事，娃娃甚至可以傷人或是殺人，因為相關的事物常見，所造成的後果卻很可怕，常作為恐怖電影的題材。

## 概述
玩具复活的桥段在历史上的儿童文学中已多次出现，而如今这个概念广泛的被应用到恐怖电影和恐怖文学中。1978年的电影《魔法》是后来恐怖诅咒娃娃类型电影的主要灵感来源，而这一流派中最著名的则是儿童戏剧电影。
其中几集作品里，表现了使用腹语术的表演者操纵假人玩偶的景象，在这些景象里，玩偶不由自主的被摆弄，做出各种形式的动作，有时候甚至逼真到就像真的是活人一样。

## 著名的詛咒娃娃
安娜貝爾娃娃
一個拉基迪·安娃娃，美國靈異現象調查者華倫夫婦將其認定為詛咒娃娃。娃娃目前位於康乃狄克州門羅，被安置在華倫夫婦的靈異博物館中的玻璃櫃內。在傑拉爾德·伯托（Gerald Brittle）所著的華倫夫婦傳記《The Demonologist》（2002年）中也有描述安娜貝爾娃娃的故事。安娜貝爾娃娃常被拿來和另一個知名鬧鬼娃娃「羅伯特娃娃」相提並論。
根據華倫夫婦所言，美國一位讀護理的學生唐娜·詹寧斯（Donna Jennings）於1968年取得這個娃娃，據說這個娃娃有一些怪異舉動。有位靈媒告訴唐娜說娃娃體內寄宿著一名早已過世，名叫「安娜貝爾」的女孩的靈魂。知道這點後，唐娜和她的室友試圖要接納這個娃娃，但娃娃卻做出一些駭人的傷人行為令唐娜和她的室友求助於華倫夫婦幫忙，前來了解案情的華倫夫婦稱這個娃娃已被邪靈附身，並將娃娃搬移到自家的博物館中。
娃娃的故事成為電影《厲陰宅》（2013年）開場場景的靈感，之後更被改編為系列電影《安娜貝爾》（2014年）、《安娜貝爾：造孽》（2017年）和《安娜貝爾回家囉》（2019年）。電影中娃娃的形象也曾短暫出現在電影《厲陰宅2》（2016年）、《水行俠》（2018年）和《沙贊！》（2019年）的場景中。
羅伯特娃娃
最初屬於Robert Eugene Otto。據報導，該娃娃由德國的Steiff公司製造，由Otto的祖父在1904年前往德國時購買，並作為生日禮物送給年輕的Otto。根據傳說，羅伯特娃娃具有超自然的能力，可以移動，改變它的面部表情，並發出咯咯的聲音。根據當地民間傳說，羅伯特娃娃已經造成車禍，骨折，失業，離婚和其他不幸。該娃娃目前在基韋斯特藝術與歷史博物館展出。
曼迪
於1910年至1920年間在英國或德國製造，1991年捐贈給不列顛哥倫比亞省Quesnel博物館，據稱具有超自然力量，眼睛會跟隨博物館參觀者。
菊子
據說1918年日本一個名叫鈴木英吉的少年從北海道為他的妹妹菊子買的娃娃。菊子死後她的家人相信菊子的靈魂在娃娃身上，而娃娃的頭髮不斷長。這個娃娃現在安置在北海道的萬念寺。